# داء إيرليخ
داء إيرليخ أو الداء الإيرليخي (بالإنجليزية: Ehrlichiosis)‏ هو مرض بكتيري من الأمراض المنقولة بالقراد، والذي يسبب أعراضاً شبيهة بأعراض الانفلونزا. تتراوح أعراض داء ايرليخ من آلام خفيفة بالجسم وحتى الحمى الشديدة والتي تظهر غالباً في خلال أسبوع إلى أسبوعين منذ لسعة القرادة. غالباً ما تتحسن حالة المريض سريعاً في غضون أيام إذا ما تم علاج الحالة فوراً بالمضادات الحيوية الملائمة.

## الأعراض
عندما تتغذى القرادة الحاملة للجرثومة المسببة لداء ايرليخ على الدم لمدة لا تقل عن 24 ساعة، فمن الممكن أن تظهر الأعراض التالية:
- حمى خفيفة
- صداع
- رجفة
- آلام بالعضلات
- غثيان
- قيء
- إسهال
- تعب/ إرهاق
- فقدان الشهية
- كحة
- طفح جلدي
- ارتباك
- آلام بالمفاصل

بعض الحالات المصابة بداء ايرليخ قد لا يظهر عليها إلا أعراضاً خفيفة فلا يسعون للعناية الطبية. ويقوم الجسم بمحاربة المرض بنفسه. وبالرغم من ذلك، إذا لم تعالج الأعراض المستمرة، قد يصل المرض لدرجة من الخطورة تتطلب البقاء في المستشفى.

## الأسباب
ينتج داء ايرليخ عن طريق الإصابة بالبكتيريا الايرليخية(جنس جراثيم من الريكتسيات)، والتي تنتقل بواسطة قراد لون ستار (اليغموش الأمريكي)
تطلب الإصابة بالمرض أن يُلدغ الشخص بواسطة القرادة الحاملة للبكتيريا الايرليخية، حيث تغزو البكتيريا الجسم عن طريق لدغة القرادة مُتخذة طريقها إلى مجرى الدم.
كما يجب أن تكون القرادة متصلة بالجسم وتتغذى على الدم لمدة لا تقل عن 24 ساعة لكي يتم نقل البكتيريا.
من الممكن أيضاً أن يتم انتقال البكتيريا عن طريق نقل الدم، من الأم إلى الجنين، ومن خلال التعامل المباشر مع الحيوانات المذبوحة المصابة.

## عوامل الخطر
كأي مرض يتم نقله عن طريق القراد، فإن العوامل التالية تزيد من فرصة الإصابة بالمرض:
- البقاء خارج المنزل في الطقس الدافيء، فمعظم الحالات تلتقط العدوى في شهري الربيع والصيف حيث يقضي الأفراد المزيد من الوقت خارج المنزل وتكون قرادة لون ستار في قمة نشاطها.
- زيارة المناطق التي يكثر بها القراد، وخاصة المناطق الشرقية، الجنوب شرقية، وجنوب وسط الولايات المتحدة.
- كما تكثر الإصابة بين الذكور، حيث يقضون المزيد من الوقت خارج المنازل بغرض العمل أو الاستجمام.

## المضاعفات
بدون العلاج الفوري والسريع، فإنه من الممكن أن يكون للمرض آثاراً خطيرة على كل من الأطفال والبالغين. كما يكون الأفراد ذوو المناعة المنخفضة أكثر عرضة للمضاعفات الخطيرة والتي قد تصل لمرحلة تهدد حياة الفرد.
هذه المضاعفات قد تكون:
- فشل كلوي
- فشل تنفسي
- فشل القلب
- نوبات صرعية
- غيبوبة

## التشخيص
قد يكون من الصعب تشخيص الأمراض المنقولة بالقراد استناداً على الأعراض فقط، نظراً لكونها أعراضاً غير محددة، كالحمى، وآلام العضلات، كما أنها تتشابه مع أعراض الكثير من الأمراض الأخرى.
بعض النتائج المختبرية التي قد تدعم الشك في الإصابة بالمرض:
- انخفاض عدد كريات الدم البيضاء، المسئولة عن الدفاع عن الجسم ضد الأمراض.
- انخفاض عدد الصفائح الدموية، اللازمة من أجل تخثر الدم.
- اختلال في وظائف الكبد.

كما توجد بعض الاختبارات التي تؤكد الإصابة بالمرض على وجه التحديد مثل:
- تفاعل البوليميراز المتسلسل
- طريقة الضد المتألق

إذا كان الفرد يقطن في منطقة تعج بالقراد، فمن الممكن للطبيب أن يبدأ العلاج بالمضادات الحيوية قبيل ظهور نتيجة الاختبارات، حيث أن بدء العلاج في مرحلة مبكرة ينتج عنه نتائج أفضل في معظم الأمراض المنقولة بالقراد.

## العلاج
كمعظم الأمراض المنقولة بالقراد، فإن الدوكسيسايكلين هو المضاد الحيوي الأنسب، وتكون الجرعة لمدة عشرة أيام، وقد تزيد المدة حسب شدة المرض.
ولكن في حالة الحمل، فإن المضاد الحيوي الأنسب هو ريفامبيسين، حيث لا ينصح باستخدام الدوكسيسايكلين أثناء الحمل.

## الوقاية
- ارتداء ملابس واحذية طويلة خلال الرحلات.
- استخدام مستحضرات طاردة للحشرات.
- في نهاية الرحلة ينبغي تفحص الجسم للتاكد من خلوه من القراد و/أو عدم اصابته بلسعة القراد.
- إذا ما تم التحقق من وجودالقراد فينبغي ازالته بحذر ولطف على الفور والإمساك بها في المنطقة الواقعة ما بين الرأس والجسم، ويفضل ان يتم ذلك بواسطة ملقط.
- يجب غسل مكان اللسعة جيدا بالماء والصابون المضاد للبكتيريا، وكذلك اليدين والملقط.
- ولدى ظهور أي من اعراض المرض بعد قضاء رحلة في اماكن أو حقول مفتوحة، يجب التوجه للحصول على إسعاف طبي مع ابلاغ الطبيب بكامل تفاصيل الرحلة في الحقول المفتوحة.